# Hügelgräber bei Zell am Ebersberg
Koordinaten: 49° 57′ 36,5″ N, 10° 34′ 51,4″ O
Die Hügelgräber bei Zell am Ebersberg sind hallstattzeitliche Gräber, die sich südöstlich von Zell am Ebersberg in der Gemarkung Zeller Forst-West in der Gemeinde Sand am Main im unterfränkischen Landkreis Haßberge befinden. Die Gräber stehen als Bodendenkmal unter Schutz und sind beim Bayerischen Landesamt für Denkmalpflege unter der Denkmalnummer D-6-6029-0022 registriert, wobei sie die Bezeichnung „Bestattungsplatz mit Grabhügeln der Hallstattzeit“ tragen.

## Geographische Lage
Die Hügelgräber befinden sich in der Gemarkung Zeller Forst-West an der nordöstlichen Abdachung des Steigerwalds, auf einer Höhe von etwa 373 Metern am Fuße des 450 Meter hohen Ebersbergs. Südlich liegt Oberschleichach, ein Ortsteil der Gemeinde Oberaurach. In der näheren Umgebung, nordwestlich der Hügelgräber, befinden sich weitere Denkmäler wie der Burgstall Ebersberg und die Burgruine Ebersberg. Östlich der Gräber liegt ein weiteres ähnliches Denkmal: ein Bestattungsplatz mit Grabhügel vorgeschichtlicher Zeitstellung, der unter der Nummer D-6-6029-0021 in der Denkmalliste geführt wird.

## Entdeckung, Ausgrabung und historische Einordnung
Die sechs Grabhügel haben Durchmesser zwischen fünf und 15 Metern und weisen alle trichterförmige Vertiefungen auf, was auf frühere Grabungen hinweist. Diese fanden in den Jahren 1861, 1920 und um 1930 statt. Unter den hallstattzeitlichen Funden befand sich unter anderem ein Eisenschwert. Zwei weitere nahegelegene Grabhügelfelder wurden sowohl in der Hallstatt- als auch in der Frühlatènezeit genutzt. Eines dieser Felder befindet sich etwa 200 Meter entfernt von Grabhügeln, die der Vorgeschichte zugeordnet werden.
Im Jahr 1935 stieß man beim Pflügen auf steinerne Grabkammern mit Skelettresten. In den folgenden Jahrzehnten gab es wiederholt Zufallsfunde von Keramik- und Bronzeresten sowie von Leichenbrand. Eine archäologische Ausgrabung zweier stark beschädigter Gräber brachte ein Frauengrab mit wertvollen Schmuckstücken zutage. Dazu gehörten Teile eines Bernsteingehänges, ein Toilettebesteck sowie reich verzierte Bronzearmringe. In einem benachbarten Männergrab fand man ein Bronzeschwert, eine Bronzenadel, ein Toilettenbesteck und eine Vielzahl von Gefäßen, die in einer quadratischen Holzkammer beigesetzt waren. Vor allem seit der jüngeren Hallstattzeit wurden solche Fürstengräber angelegt, was auf eine zunehmende soziale Hierarchisierung hinweist.

## Naturschutz
Die Hügelgräber befinden sich im Naturschutzgebiet Naturwaldreservat Mordgrund, das Teil des Naturwalds Knetzberge-Böhlgrund ist, eines der größten Waldschutzgebiete und Naturwälder Bayerns. Der Naturwald Knetzberge-Böhlgrund beherbergt verschiedene geschützte Arten, darunter den Hirschkäfer. Das Gebiet liegt zudem im FFH-Gebiet Buchenwälder und Wiesentäler des Nordsteigerwalds sowie im Vogelschutzgebiet Oberer Steigerwald. Diese Schutzgebiete fördern den Erhalt natürlicher Waldökosysteme und gefährdeter Arten. Darüber hinaus gehört das Gebiet zum Naturpark Steigerwald, der sich über mehrere bayerische Regierungsbezirke erstreckt.